# 3159 Prokofʹev
A 3159 Prokofʹev (ideiglenes jelöléssel 1976 US2) a Naprendszer kisbolygóövében található aszteroida. Tamara Szmirnova fedezte fel 1976. október 26-án.